# Wadowice Górne
Wadowice Górne – wieś w Polsce, położona w województwie podkarpackim, w powiecie mieleckim, w gminie Wadowice Górne.
| SIMC    | Nazwa       | Rodzaj    |
| ------- | ----------- | --------- |
| 0835118 | Piaski      | część wsi |
| 0835124 | Podkościele | część wsi |
| 0835130 | Wydartuch   | część wsi |
| 0835147 | Zadworze    | część wsi |

W latach 1975–1998 miejscowość administracyjnie należała do województwa tarnowskiego.
Miejscowość jest siedzibą gminy Wadowice Górne oraz rzymskokatolickiej parafii św. Anny należącej do dekanatu Radomyśl Wielki.

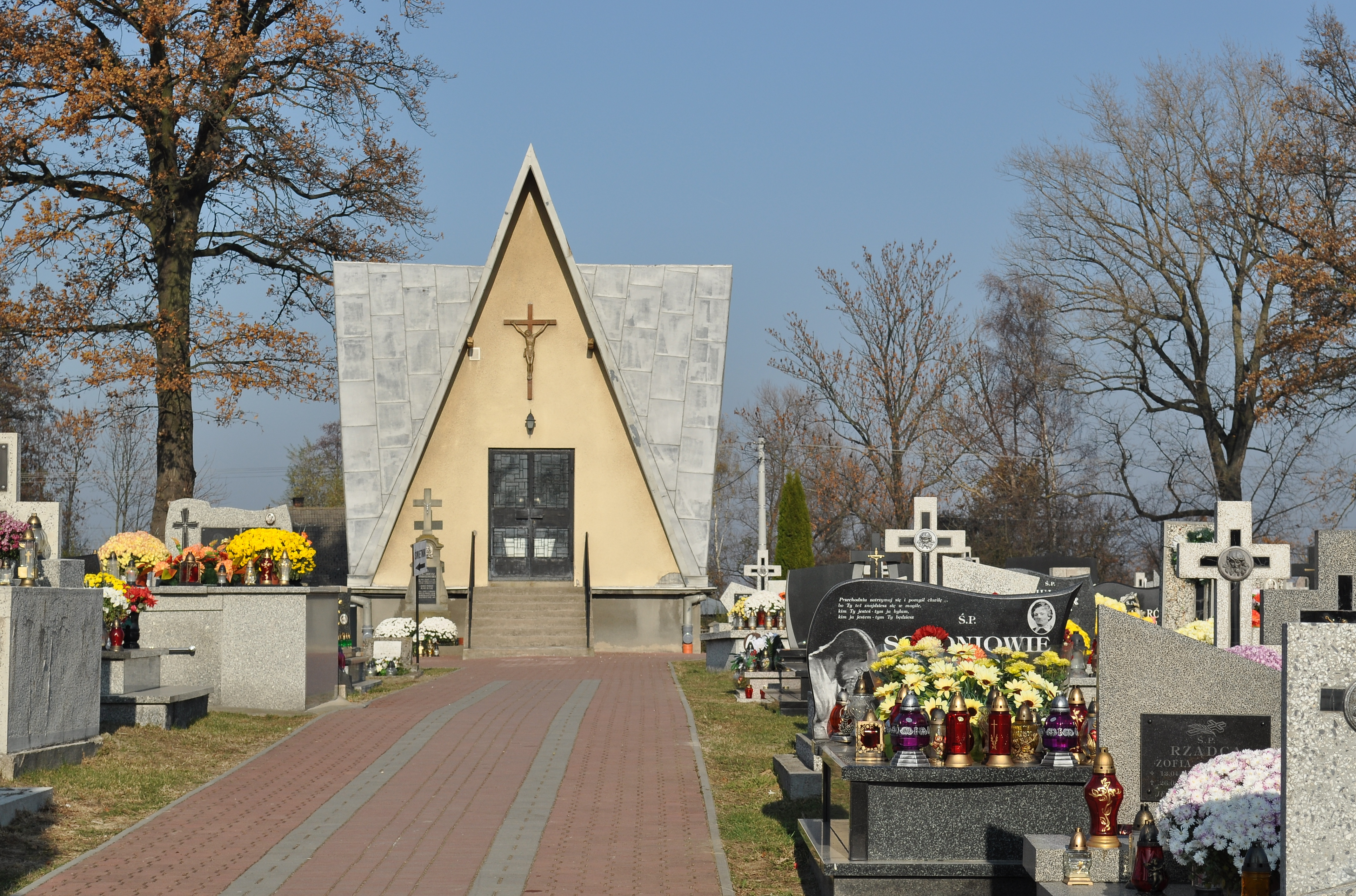
Kaplica na cmentarzu

W Wadowicach Górnych urodził się geolog Edward Passendorfer.